# Домолоч
До́молоч — село в Україні, у Коростенській міській територіальній громаді Коростенського району Житомирської області. Чисельність населення становить 138 осіб (2001).

## Історія
У 1906 році — село  Іскоростської волості Овруцького повіту Волинської губернії. Відстань від повітового міста 46 верст, від волості 6. Дворів 59, мешканців 298.
12 червня 2020 року, відповідно до розпорядження Кабінету Міністрів України № 711-р «Про визначення адміністративних центрів та затвердження територій територіальних громад Житомирської області», територію та населені пункти Хотинівської сільської ради включено до складу Коростенської міської територіальної громади Коростенського району Житомирської області.